# Marcus Hook
Marcus Hook es un borough ubicado en el condado de Delaware en el estado estadounidense de Pensilvania. En el año 2000 tenía una población de 2314 habitantes y una densidad poblacional de 794 personas por km².

## Geografía
Marcus Hook se encuentra ubicado en las coordenadas 39°49′6″N 75°24′56″O / 39.81833, -75.41556

## Economía
Según la Oficina del Censo en 2000 los ingresos medios por hogar en la localidad eran de USD 28 219 y los ingresos medios por familia eran USD 36 083. Los hombres tenían unos ingresos medios de USD 31 620 frente a los USD 24 569 para las mujeres. La renta per cápita para la localidad era de USD 13 738. Alrededor del 21,7% de la población estaba por debajo del umbral de pobreza.